# 拉瓦尔德
拉瓦尔德（德語：Lawalde），是德国萨克森州的市镇，隶属于格尔利茨县。总面积为14.55平方千米，截至2023年12月31日总人口为1,764人。